# Шульц, Карл Карлович (художник)
Карл Карлович Шульц (нем. Carl Schultz, 1823—1876) — русский художник немецкого происхождения, художник бытового жанра, мастер литографии, академик Императорской Академии художеств.

## Биография

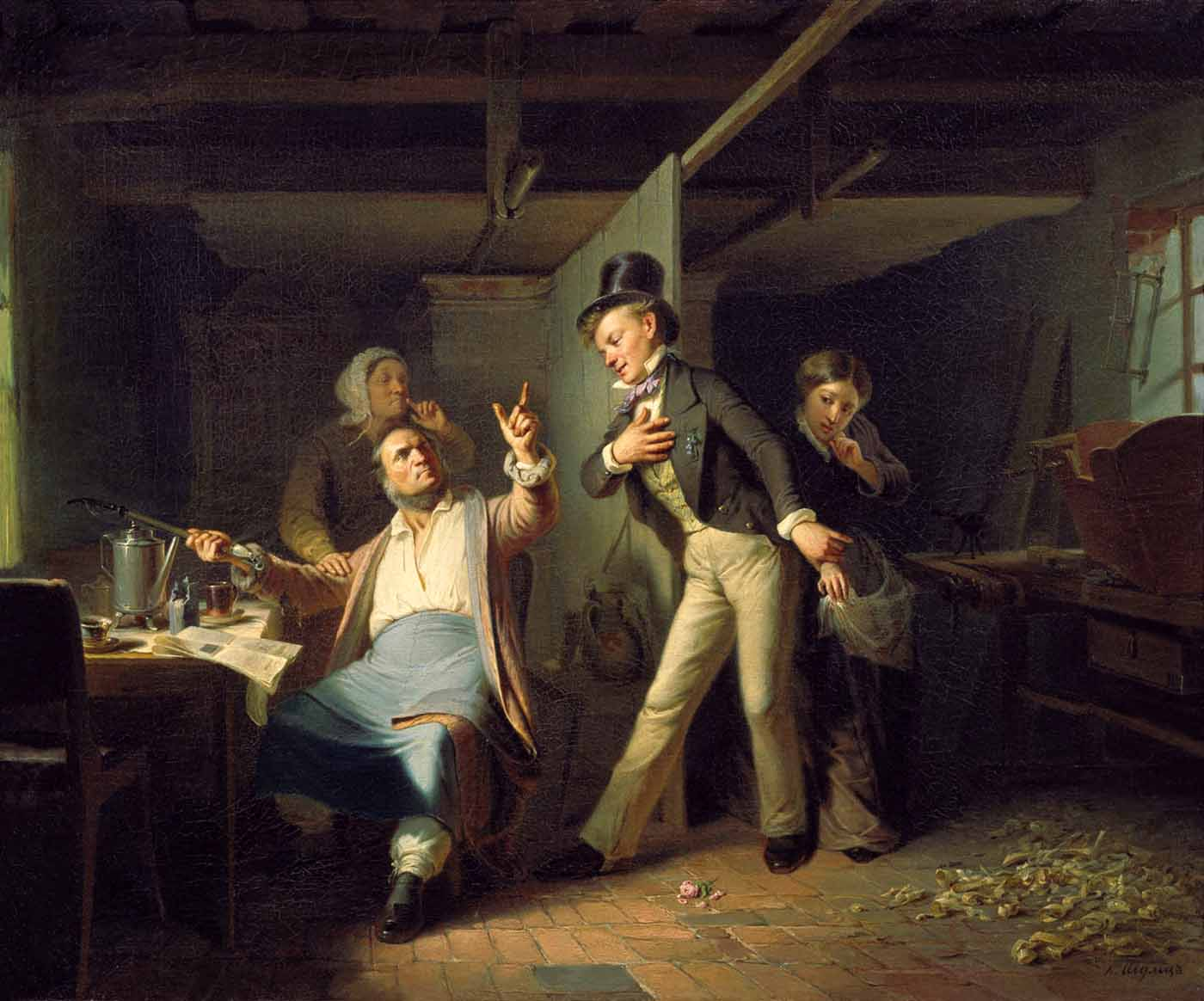
Подмастерье-столяр просит руки дочери своего мастера (1856) Холст, масло

Получил образование в Императорской Академии художеств (1843—1850). Звание неклассного художника (1850). Был признан «назначенным в академики» за картину «Домашняя сцена» (1855). Избран в академики (1856) за картину «Подмастерье-столяр просит руки дочери своего мастера».
Занимался хромолитографией и панорамной фотографией Петербурга и его окрестностей.